# Two the Hard Way
Two the Hard Way è un album di inediti della cantante e attrice statunitense Cher e del cantante rock statunitense Gregg Allman, pubblicato nel novembre 1977 dalla Warner Bros. Records.https://news.google.com/newspapers?id=8BMjAAAAIBAJ&sjid=j84FAAAAIBAJ&pg=801,5659704&dq=cher+really+got+a+hold+on+me&hl=en

## Accoglienza e successo commerciale
L'album ha venduto meno di 550 000 copie in tutto il mondo.

## Tracce
Lato A
1. Move Me – 2:58 (Beckmeier, Beckmeier, Cameron, Cameron)
2. I Found You Love – 3:58 (Gordon)
3. Can You Fool – 3:21 (Smotherman)
4. You've Really Got a Hold on Me – 3:18 (Smokey Robinson)
5. We're Gonna Make It – 3:15 (Davis, Smith, Miner, Barge)
6. Do What You Gotta Do – 3:26 (Jimmy Webb)

Lato B
1. In For the Night – 3:34 (Sanford, Townsend)
2. Shadow Dream Song – 3:43 (Jackson Browne)
3. Island – 4:25 (Allman, Colton, Neel, Toler)
4. I Love Makin' Love to You – 3:49 (Weisman, Sands, Germinero)
5. Love Me – 2:48 (Jerry Leiber, Mike Stoller)

## Crediti
Personale
- Cher - voce
- Gregg Allman - voce

Produzione
- Gregg Allman - produttore discografico
- Johnny Sandlin - produttore discografico
- John Haeny - produttore discografico
- Gregg Allman, Neil Larsen - tastiera

Band
- Ricky Hirsch, John Leslie Hug, Fred Tackett, Scott Boyer - chitarra
- Randall Bramblett, Harvey Thompson, Ronnie Eades - sassofono
- Harrison Calloway, Jim Horn - tromba
- Ben Cauley - tromba
- Dennis Good - trombone
- Mickey Raphael - armonica
- Bobbye Hall - percussioni
- Willie Weeks - basso
- Bill Stewart - batteria